# Polymethylpenteen
Polymethylpenteen (PMP) is een kunststof, geproduceerd door Mitsui Chemical uit Japan onder de merknaam TPX™. Het is het polymeer van 4-methyl-1-penteen. Het wordt geproduceerd met een Ziegler-Natta-katalysator. Zuiver poly(4-methyl-1-penteen) heeft een hoge graad van kristalliniteit, wat het bros en moeilijk verwerkbaar maakt. Daarom wordt er meestal nog een andere alfa-olefine als comonomeer in de polymerisatie gebruikt.

## Eigenschappen
- Zeer goede transparantie. Beter dan onder andere PMMA, PS en glas.
- Hoge temperatuursbestendigheid. Het smeltpunt van PMP is 230-240 °C. Hierdoor heeft PMP een ‘thermal deflection’ temperatuur die beter is dan onder andere PC en PSU.
- De chemische bestendigheid is beduidend beter dan die van PSU, PES en PEI. PMP laat zich qua chemische bestendigheid vergelijken met PP.
- Ook de hydrolysebestendigheid laat zich meten met die van PSU, PES en PEI. Zowel stoom als kokend water hebben nagenoeg geen effect op de eigenschappen van PMP.
- Voor elektrische toepassingen is PMP geschikt dankzij de zeer goede elektrische isolatie en de zeer lage diëlektrische constante. De diëlektrische constante is zelfs vergelijkbaar met die van PTFE en LDPE.
- Ook de brekingsindex van PMP is met 1,463 zeer laag, lager zelfs dan fluorpolymeren.
- PMP heeft een zeer lage dichtheid, namelijk 833 kg/m3, ten opzichte van PSU en PEI betekent dit een gewichtsreductie van ruim 30%. Ten opzichte van PES bijna 40%. Dit maakt PMP, naast technisch, ook commercieel erg interessant als alternatief voor PSU, PES en PEI. PMP biedt dan een kostenbesparing van 80-130%.
- Daarnaast bezit PMP ook nog uitstekende gasbarrière-eigenschappen voor groente- en fruitverpakkingen. Vanzelfsprekend is PMP geschikt voor voedselcontacttoepassingen.
- PMP wordt toegepast in onder andere levensmiddelverpakkingen, magnetronschalen, laboratoriumglaswerk, cuvetten, cosmeticaverpakkingen, maar ook verpakkingsfolie, bakpapier en diverse elektronicatoepassingen.

Dankzij de bovenstaande eigenschappen wordt PMP toegepast in onder andere levensmiddelverpakkingen, magnetronschalen, laboratoriumglaswerk, cuvetten, cosmeticaverpakkingen, speaker conussen, sonarbehuizing, ultrasoon lenzen, maar ook verpakkingsfolie, bakpapier en diverse elektronicatoepassingen.
Ook wordt PMP ingezet bij CO2 lasers als lens, aangezien het materiaal transparant is in de gehele terahertz range en de ~10 μm straling volledig onderdrukt.